# لي تشاولان
لي تشاولان (باليابانية: 李 超狼، بالروماجي: Rī Chaoran)، هو أخو كازويا ميشيما بالتبني، وابن هيهاتشي ميشيما بالتبني. توفي والدا لي عندما كان صغيراً، وبقي وحيداً يدافع عن نفسه في الطرقات. مواجهاً بيئات عدائية كل يوم، صار لي ماهراً في الشجار مع ردود فعل مدهشة بالنسبة لفتى في مثل عمره.كانت تلك خصالاً لفتت عيني هيهاتشي، الذي شاهد يتشاجر مع العديد من الأولاد في رحلة أعمال. بعد أن تأثر بقدراته الفطرية، قرر هيهاتشي أن يتبنى لي، وعاد به إلى اليابان من أجل تعليمه. ليس من المعلوم إن كانت له مشاعر تجاه اليتامى؛ ومن المحتمل أيضاً أنه أراد تربية لي من أجل تبديل ابنه الأساسي كازويا، الذي اعتبر ضعيفاً جداً ليرث الزايباتسو. احتمال آخر أن هيهاتشي أراد إعطاء كازويا خصماً ليلهمه بالتطور.
قبل أحداث تيكن الأصلية، أرسل هيهاتشي لي إلى الولايات المتحدة ليستلم زمام العمليات في ميشيما زايباتسو هناك، واستكمال دراساته العملية. في حين أن هيهاتشي درب كازويا على فن كاراتيه القتال بأسلوب ميشيما، تدرب لي مع باول فينيكس ومارشال لاو في الولايات المتحدة، وكان ذلك السبب في كون بعض حركاته مشتركة مع باول فينيكس ومارشال لاو.
حين أخذ كازويا الزايباتسو من هيهاتشي، قرر لي العمل مع أخيه. معتبراً الموقع المهين الذي استلمه (معروفاً من قبل كازويا كأمينه)، ويمكن الافتراض بأنه فعل ذلك فقط ليكون في وضع جيد للإطاحة بكازويا فرصة ينبغي أن تقدم نفسها. كان معروفا أن يكون لي رئيس كادر حراس كازويا الشخصيين (آنا ويليامز، نينا ويليامز وغانريو)، والمشرف على مشاريع د. بوسكونوفيتش لصنع حيوانات الجيش القصوى لكازويا.
قاتل لي في بطولة ملك القبضة الحديدية الثانية من أجل انتزاع الزايباتسو من كازويا. لكن عاد من موته المفترض وهزم كلاً من لي وكازويا؛ وقد رمى بالأخير في فوهة بركان نشط، ونفى ابنه بالتبني من أي جانب من جوانب حياته أو الزايباتسو بشأن تهديده بالقتل. بقي لي في اليابان لفترة من الزمن بعد ذلك، مخططاً لاغتيال هيهاتشي كعقاب له. ومع ذلك، توصل في نهاية الأمر أثناء عيد الظهور أنه إهدار للجهد أن يقتل رجلاً عجوزاً، الذي لم يتبقَ من عمره إلا القليل على أي حال. وهكذا، غادر لي إلى أمريكا مرة أخرى، وبدأ التخطيط للمؤسسة التي حلم بها منذ فترة طويلة: شركة للإنساليات. والأهم من ذلك، قرر لي أن يتبعد بنفسه عن القتال؛ وأخيراً، ذهب إلى مكان منعزل في جزر البهاما لجمع ثروته الخاصة.
في وقت ما قبل بطولة ملك القبضة الحديدية الثالثة، كان لي واحداً من المقاتلين الذين هوجموا من قبل أوغر، حيث أن أوغر يملك بعض حركات لي (متضمناً القصبة إلى ركلة الرأس). لكن، وكما يبدو أن لي على قيد الحياة وبصحة جيدة في تيكن 4 و5 و6، فمن الواضح أنه إذا كان هوجم من قبل أوغر، فيبدو أنه نجا من الهجوم.
عائداً في البطولة الرابعة، صار لي رجل أعمال ناجحاً والرئيس التنفيذي لشركة الروبوتات المزدهرة الخاصة به الآن. ويعيش أيامه وراء جدران حمام الشمس في قصر جزر البهاما الخاص به، مقسماً وقته بين تداول الأسهم عبر الإنترنت والاسترخاء بكل بساطة، ولايبدو مهتماً بما يحدث في العالم. وحدث في يوم من الأيام، اكتشف عمليات بيع ضخمة من الأوراق المالية عبر الإنترنت لجي-كوربوريشن؛ وأنه سوف يعلم قريباً التي اندلعت من قبل هجوم على مختبر الأبحاث الرئيسي لها عن طريق قوات تيكن التابعة لميشيما زايباتسو. بعد عدة أيام، تم الإعلان عن بدء بطولة ملك القبضة الحديدية 4. أحس لي أن هناك شيئاً ناقصاً. ولكن في نفس الوقت يبدو أن حبه المتلاشي للقتال انتعش من جديد، إلى جانب استياءه الشرس لعائلة ميشيما. قرر لي دخول البطولة. كإجراء احترازي أن الزايباتسو لن تكتشف هويته في وقت مبكر جداً، فقد دخل البطولة باسم «فيوليت»، بعد أن صبغ شعره الفضي باللون البنفسجي، وارتدى زوج من النظارات الشمسية.
من المحتمل أن لي كان ناجحاً ووصل إلى الأدوار النهائية من البطولة. لكنه صُدم حيث أن منافسه التالي ليس إلا كازويا، الذي استعيد بواسطة جي-كوربوريشن قبل عدة سنوات. بعد أن فقد تركيزه، هزم لي من قبل أخيه بالرضاعة، الذي استمر لمواجهة هيهاتشي. نزال لي الأخير كان ضد كومبوت، مما يجعله إحدى الشخصيات التي لاتواجه هيهاتشي في النهاية.
أثناء الشكوك المحيطة بخبر موت هيهاتشي، كان لي يخطط لاستلام ميشيما زايباتسو، لكن غضب عندما علم بأن هناك من سبقه إلى الظفر بالمنصب. لي، الذي كان يظن أن كازويا هو من استولى على الزايباتسو، تجاهل بأن كازويا وقف مرة أخرى في طريقه. بعد شهر، أعلن عن بدء بطولة ملك القبضة الحديدية 5 وقرر لي في الحال دخول البطولة. أراد لي أن يحسم النتيجة مع كازويا في البطولة ويحصل على الزايباتسو.
أخذ لي دوراً في بطولة ملك القبضة الحديدية 5 من أجل الانتقام من كازويا ميشيما. لكن الشخص الذي أعلن عن بدء البطولة لم يكن كازويا، لكنه كان جنباتشي ميشيما، وعندما علم لي بالحقيقة، فقد الاهتمام بالبطولة وعاد إلى قصره في البهاماس. بعد ذلك بفترة وجيزة، جلبت الMFG، بقيادة جين كازاما الفوضى للعالم، وفي نفس الوقت، صارت جي-كوربوريشن منافساً قوياً. متفاجئاً بحركة جيوش جي-كوربوريشن المفاجئ، أجرى لي تحقيقاً خاصاً بسرية تامة واكتشف أن كازويا قد أصبح القوة الحقيقية وراء أعمال جي كوربوريشن. بعد حصوله على معلومات بقرب استضافة بطولة ملك القبضة الحديدية السادسة، علم لي أيضاً أن كازويا نفسه سوف يشارك في البطولة. استعمل تذكرة حملة الأسهم بمعاملة تفضيلية، ودخل البطولة من أجل الاقتراب من كازويا.
ظهر لي لفترة وجيزة في فيلم تيكن: بلد فنجنس، كشخص مفرط الحماس، غريب الأطوار، وغالبا ما يُتجاهل لكنه مدرس ثري للغاية في مدرسة كيوتو الدولية. قام بمساعدة أليسا ولينغ شاويو خلال هروبهما بإرشادهما إلى ملجأ ويبدو غير مبالٍ بعد تدمير جزء من منزله خلال صراع آنا ونينا ويليامز.

## وصلات خارجية
- تيكن ويكي
- تيكنبيديا الإنجليزية نسخة محفوظة 3 نوفمبر 2013 على موقع واي باك مشين.